# Vebjørn Rodal
Vebjørn Rodal (Berkåk, 16 settembre 1972) è un ex mezzofondista norvegese, campione olimpico degli 800 metri piani ad Atlanta 1996.

## Biografia
Nel 1996 si è fregiato dell'importante premio Sportivo norvegese dell'anno.

## Palmarès
| Anno | Manifestazione  | Sede     | Evento      | Risultato  | Prestazione | Note             |
| ---- | --------------- | -------- | ----------- | ---------- | ----------- | ---------------- |
| 1995 | Mondiali        | Goteborg | 800 m piani | Bronzo     | 1'45"68     |                  |
| 1996 | Giochi olimpici | Atlanta  | 800 m piani | Oro        | 1'42"58     | Record nazionale |
| 2000 | Giochi olimpici | Sydney   | 800 m piani | Semifinale | 1'45"88     |                  |